# Печанівка (станція)
Печанівка — проміжна залізнична станція 4-го класу Козятинської дирекції Південно-Західної залізниці на лінії Бердичів — Шепетівка. Розташована у селі Печанівка Житомирського району Житомирської області.

## Історія
Станція відкрита 1 (13) березня 1873 року одночасно із відкриттям руху на лінії Бердичів — Кривин під такою ж назвою.
21 березня 1919 року 3-й полк корпусу Січових Стрільців УНР при підтримці бронепоїзда «Січовий Стрілець» звільнив станцію Печанівка від більшовиків.
1964 року станція електрифікована змінним струмом (~25 кВ) в складі лінії Козятин — Здолбунів.

## Пасажирське сполучення
На станції зупиняються два поїзда далекого сполучення, якими є можливість дістатися без пересадок до Києва, Рівного, Луцька, Ковеля, Ужгорода, Львова, Білої Церкви, Дніпра, Запоріжжя, Мелітополя, Новоолексіївки тощо. Решта поїздів на цій невеликій станції не зупиняється.
Приміські електропоїзди курсують за маршрутом Шепетівка — Козятин I з можливістю зручної пересадки у Козятині на Вінницю або Київ. 
Раніше також курсували декілька прискорених електропоїздів сполученням Рівне — Шепетівка — Київ з попереднім продажем квитків.
- ше також курсують декілька прискорених електропоїздів сполученням кого сполучення та електропоїздів підвищеного комфорту [Архівовано 6 листопада 2021 у Wayback Machine.]
- Розклад руху приміських поїздів [Архівовано 6 березня 2016 у Wayback Machine.]